# Vojnarka (film, 1936)
Vojnarka je československý historický film režiséra Vladimíra Borského z roku 1936.

## Tvůrci
- Námět: Alois Jirásek divadelní hra Vojnarka
- Scénář: Karel Hašler, Vladimír Borský
- Režie: Vladimír Borský
- Hudba: Emil František Burian
- Kamera: Jan Roth, Josef Bůžek
- Střih: Antonín Zelenka
- Zvuk: Josef Zora